# Берта (народ)

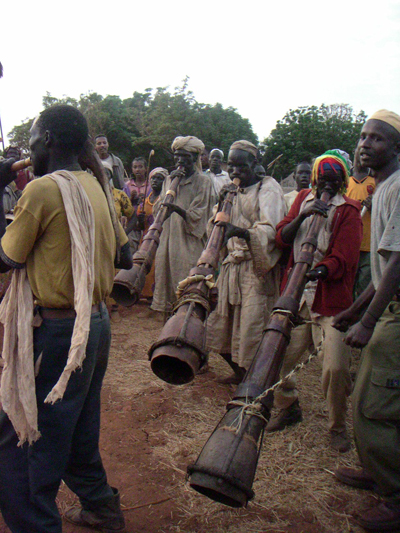

Бе́рта (также барта, гамила, шангала, бени-шангул) — народ, живущий южнее Голубого Нила, в сопредельных приграничных регионах Судана и Эфиопии. Численность — 150 тысяч человек, из них в Эфиопии — 80 тысяч человек, в Судане — 70 тысяч. Подразделяется на субэтнические группы («племена»): шогале, агаро, даши, солок (фесака), фазогло, кошо и другие. Говорят на изолированном языке берта, возможно, относящемся к нило-сахарской макросемье. Значительная часть народа берта знает арабский язык. Религия большинства — ислам суннитского толка.
Основные традиционные занятия — отгонное скотоводство (овцы и козы) и ручное земледелие (просо-элевсина, тефф, дурра, просо, овощи). Вспомогательную роль имеет рыболовство и собирательство (дикие фрукты, мёд). Развиты кузнечное ремесло, плетение из растительных волокон, резьба по дереву, кости, рогу.
Жилища — преимущественно круглые в плане с высокой конической крышей.
В прошлом традиционной одеждой была набедренная повязка из кожи, короткая юбка из растительных волокон, накидки из кожи, ткани. В настоящее время распространяется одежда, включающая белые штаны и длинные свободные рубахи, а также чёрные шерстяные накидки.